# Martyn Evans
Martyn John Evans (* 27. November 1953 in Birmingham, England) ist ein australischer Politiker der Labor Party, der unter anderem zwischen 1984 und 1994 Mitglied des South Australian House of Assembly sowie von 1990 bis 1992 Vorsitzender der Ausschüsse und dadurch stellvertretender Sprecher des House of Assembly war. Er gehörte zudem zwischen 1994 und 2004 dem Australischen Repräsentantenhaus als Mitglied an.

## Leben

### Bürgermeister, stellvertretender Sprecher desSouth Australian House of Assemblyund Minister
Martyn John Evans absolvierte nach dem Schulbesuch ein Studium der Fachrichtung Management am Southern Alberta Institute of Technology (SAIT) in Calgary, welches er mit einem Graduate Diploma of Business Administration. Ein Studium an der University of Adelaide schloss er mit einem Bachelor of Science (BS) ab und trat 1973 in die Australian Labor Party (ALP) ein. Seine politische Laufbahn begann er in der Kommunalpolitik und war zwischen 1975 und 1984 Mitglied des Rates sowie zugleich von 1981 bis 1984 Bürgermeister der City of Elizabeth. Nachdem er 1983 aus der Labor Party ausgetreten war, wurde er am 1. Dezember 1984 in einer Nachwahl (By-election) im Wahlkreis Elizabeth als Parteiloser (Independent) erstmals zum Mitglied des South Australian House of Assembly gewählt, des Unterhauses des Parlaments von South Australia, nachdem der bisherige Wahlkreisinhaber Peter Duncan zum Mitglied des Australischen Repräsentantenhauses gewählt worden war. Er vertrat diesen Wahlkreis bis zu seinem Mandatsverzicht am 18. Februar 1994, wobei er seit dem 11. Dezember 1993 wieder Mitglied der ALP war. Die Nachwahl im Wahlkreis Elizabeth am 9. April 1994 gewann die ALP-Politikerin Lea Stevens.
Als Nachfolger von Don Ferguson übernahm Evans am 8. Februar 1990 als Deputy Speaker and Chairman of Committees die Posten als stellvertretender Sprecher und Vorsitzender der Ausschüsse der Legislativversammlung. Er bekleidete diese Ämter bis zum 30. November 1992, woraufhin Don Ferguson auch sein Nachfolger wurde. Während seiner Tätigkeit als stellvertretender Sprecher war er zwischen dem 13. Februar 1990 und dem 11. Februar 1992 auch Mitglied des Gemeinsamen Ausschusses für nachgeordnete Gesetzgebung (Joint Committee on Subordinate Legislation) sowie im Anschluss vom 12. Februar bis zum 30. September 1992 Mitglied des Ausschusses für Wirtschaft und Finanzen (Economic and Finance Committee).
Am 1. Oktober 1992 wurde Martyn Evans in die Regierung von Premier Lynn Arnold von der Labor Party berufen und bekleidete in dieser bis zum 14. Dezember 1993 die Posten als Minister für Gesundheit, Familie und Gemeindedienste (Minister of Health, Family and Community Services) und als Minister für Senioren (Minister for the Aged). Nach seinem Wiedereintritt in die ALP wurde er am 14. Dezember 1993 in das Schattenkabinett des nunmehrigen Oppositionsführers Lynn Arnold berufen und fungierte in diesem bis zum 18. Februar 1994 als „Schatten-Schatzminister“, „Schatten-Gesundheitsminister“, „Schatten-Minister für Familie und Gemeinschaftsdienste“ sowie als „Assistierender Schatten-Minister für Angelegenheiten der Informationstechnologie“. Darüber hinaus war er zwischen dem 10. und 18. Februar 1994 erneut Mitglied des Ausschusses für Wirtschaft und Finanzen und war sowohl Delegierter zum Parteirat als auch zum Parteitag der South Australian Labor Party.

### Mitglied des Australischen Repräsentantenhauses
Nach dem Mandatsverzicht seines Parteifreundes Neal Blewett wurde Martyn Evans als dessen Nachfolger bei der notwendigen Nachwahl im Wahlkreis Bonython am 19. März 1994 unter Berücksichtigung der sogenannten „Two-party-preferred“-Berechnung mit 36.013 Stimmen (56,9 Prozent) zum Australischen Repräsentantenhaus gewählt, des Unterhauses des Australischen Parlaments, und vertrat diesen Wahlkreis bis zu dessen Auflösung zum 9. Oktober 2004. Während seiner Parlamentszugehörigkeit war er zunächst zwischen dem 10. Mai 1994 und dem 29. Januar 1996 Mitglied des Ständigen Ausschusses für Banken, Finanzen und öffentliche Verwaltung und für Fernsehübertragungen des Repräsentantenhauses sowie des Gemeinsamen Satzungsausschusses für die Ausstrahlung parlamentarischer Verhandlungen. Des Weiteren war er vom 22. September 1994 bis zum 31. August 1998 Mitglied des Ausschusses für Industrie, Wissenschaft und Technologie sowie ferner zwischen dem 7. Juni und dem 28. November 1995 Vorsitzender des Gemeinsamen Sonderausschusses für bestimmte familienrechtliche Fragen.
Am 20. März 1996 wurde Evans in das Schattenkabinett der Labor Party unter Oppositionsführer Kim Beazley berufen und fungierte zunächst bis zum 20. Oktober 1998 als „Schattenminister für Wissenschaft und Informationstechnologie“ sowie im Anschluss zwischen dem 20. Oktober 1998 und dem 25. November 2001 als „Schattenminister für Wissenschaft und Ressourcen“. Im Anschluss war er vom 20. März 2002 bis zum 31. August 2004 Mitglied des Ständigen Ausschusses für Wissenschaft und Innovation sowie zeitgleich Mitglied des Gemeinsamen Ständigen Parlamentsausschusses für Verträge und darüber hinaus zwischen dem 24. Juni 2003 und dem 31. August 2004 Mitglied des Ständigen Ausschusses für Veröffentlichungen. Zuletzt fungierte er vom 23. Juni bis zum 31. August 2004 als Mitglied des Parliamentary Retiring Allowances Trust, der sich mit den Ruhestandsbezügen der Parlamentariern befasst.

## Hintergrundliteratur
- Parliament of South Australia: Statistical Record of the Legislature 1836–2007 (Memento vom 11. März 2019 im Internet Archive)